# Melhores do Ano de 2021
A 25.ª cerimônia de entrega dos Melhores do Ano foi uma transmissão televisiva, organizada pela TV Globo, para premiar os melhores atores, cantores e jornalistas de 2020–21 em 10 categorias. A cerimônia foi gravada em 15 de dezembro de 2021 nos Estúdios Globo, no Rio de Janeiro e transmitida em 2 de janeiro de 2022, e contou com a apresentação do comunicador Luciano Huck e co-apresentação de Paulo Vieira.

## Resumo
| Programa                      | Indicações | Vitórias |
| ----------------------------- | ---------- | -------- |
| Amor de Mãe                   | 6          | 3        |
| Sob Pressão: Plantão Covid    | 3          | 3        |
| Nos Tempos do Imperador       | 2          | 0        |
| Arcanjo Renegado              | 2          | 0        |
| Jornal Nacional               | 2          | 1        |
| Salve-se Quem Puder           | 1          | 0        |
| Ilha de Ferro                 | 1          | 0        |
| Desalma                       | 1          | 0        |
| Onde Está Meu Coração         | 1          | 0        |
| Diário de Um Confinado        | 1          | 0        |
| Que História É Essa, Porchat? | 1          | 0        |
| Sinta-se na Casa              | 1          | 0        |
| Lady Night                    | 1          | 1        |
| Jornal Hoje                   | 1          | 0        |

## Vencedores e indicados
Os vencedores foram revelados em 15 de dezembro de 2021 e estão em negrito.
| Melhor Novela | Melhor Série |
| --- | --- |
| - Amor de Mãe – (Manuela Dias e José Luiz Villamarim) - Nos Tempos do Imperador – (Thereza Falcão e Alessandro Marson) - Salve-se Quem Puder – (Daniel Ortiz, Marcelo Travesso e Fred Mayrink) | - Sob Pressão: Plantão Covid – (Lucas Paraizo e Andrucha Waddington) - Arcanjo Renegado – (José Júnior, Heitor Dhalia e André Godói) - Ilha de Ferro – (Max Mallmann, Adriana Lunardi e Afonso Poyart) |
| Ator de Novela | Atriz de Novela |
| - Chay Suede – (Danilo / Domênico em Amor de Mãe) - Irandhir Santos – (Álvaro em Amor de Mãe) - Selton Mello – (Dom Pedro II em Nos Tempos do Imperador)                                       | - Regina Casé – (Lurdes em Amor de Mãe) - Adriana Esteves – (Thelma em Amor de Mãe) - Jéssica Ellen – (Camila em Amor de Mãe)                                                                          |
| Ator de Série | Atriz de Série |
| - Júlio Andrade – (Dr. Evandro em Sob Pressão: Plantão Covid) - Bruno Mazzeo – (Murilo em Diário de Um Confinado) - Marcelo Mello Jr. – (Mikhael em Arcanjo Renegado)                          | - Marjorie Estiano – (Dra. Carolina em Sob Pressão: Plantão Covid) - Cássia Kis – (Haia em Desalma) - Letícia Colin – (Dra. Amanda em Onde Está Meu Coração)                                           |
| Humor: Troféu Paulo Gustavo | Jornalismo |
| - Tatá Werneck – (Lady Night) - Fábio Porchat – (Que História É Essa, Porchat?) - Marcelo Adnet – (Sinta-se na Casa)                                                                           | - Renata Vasconcellos – (Jornal Nacional) - Maria Júlia Coutinho – (Jornal Hoje) - William Bonner – (Jornal Nacional)                                                                                  |
| Música do Ano | Personalidade Digital |
| - "Batom de Cereja" – Israel & Rodolffo - "Recairei" – Os Barões da Pisadinha - "Baby Me Atende" – Matheus Fernandes                                                                           | - Juliette - Ary Fontoura - Atila Iamarino |

### Prêmio honorário
| Troféu Inspiração |
| --- |
| - Maria Odila – Turiarte Amazônia - Dona Cida – ONG Mão Amiga - Dr. Ricardo Affonso – Expedicionários da Saúde (EDS) |

## Apresentações
| Intérprete                          | Canção                                                                                                 |
| ----------------------------------- | --- |
| Péricles Mariah Nala                | Medley Novelas: "Irmãos Coragem" "Me Chama Que Eu Vou" "Pecado Capital" "Vem Dançar com Tudo" "Brasil" |
| Israel & Rodolffo                   | "Batom de Cereja"                                                                                      |
| Matheus Fernandes                   | "Baby Me Atende"                                                                                       |
| Os Barões da Pisadinha              | "Recairei"                                                                                             |
| Maria Rita Mumuzinho                | "É" |
| Dom Vittor & Gustavo Eduardo Pepato | Tributo à Marília Mendonça: "De Quem É a Culpa?"                                                       |

## In Memoriam
O In Memoriam homenageia os artistas que faleceram no final do ano de 2019, 2020 (não houve premiação) e 2021.
- Aldir Blanc – compositor
- Artur Xexéo – escritor e jornalista
- Adelaide Chiozzo – atriz
- Agnaldo Timóteo – cantor
- Bira – músico
- Cristiana Lôbo – jornalista
- Cecil Thiré – ator
- Chica Xavier – atriz
- Contardo Calligaris – psicanalista e escritor
- Cassiano – cantor e compositor
- Camila Amado – atriz
- Daniel Azulay – artista plástico
- Del Rangel – diretor
- Daisy Lúcidi – atriz
- Eva Wilma – atriz
- Eduardo Galvão – ator
- Emilio Di Biasi – ator
- Flávio Migliaccio – ator
- Flavio Goldemberg – diretor
- Filipe Duarte – ator
- Fernando Vanucci – jornalista
- Gilberto Braga – autor
- Gilberto Dimenstein – jornalista
- Gésio Amadeu – ator
- Genival Lacerda – cantor
- Gerson King Combo – cantor
- Hilda Rebello – atriz
- Ismael Ivo – coreógrafo
- José Mojica Marins – cineastra
- José Itamar de Freitas – jornalista
- Jane di Castro – atriz
- João Acaiabe – ator
- Jonas Mello – ator
- Léo Rosa – ator
- Leonardo Villar – ator
- Letieres Leite – maestro
- Luis Gustavo – ator
- Lya Luft – escritora
- Leila Richers – jornalista
- Marília Mendonça – cantora e compositora
- Mabel Calzolari – atriz
- Mila Moreira – atriz
- Maria Alice Vergueiro – atriz
- Maurílio Delmont – cantor
- Monarco – cantor e compositor
- Moraes Moreira – cantor
- Nicette Bruno – atriz
- Nelson Sargento – cantor
- Nelson Freire – pianista
- Niana Machado – atriz
- Orlando Duarte – jornalista
- Orlando Drummond – ator
- Paulo Gustavo – ator
- Paulinho – cantor
- Pietro Mário – ator
- Parrerito – cantor
- Paulo José – ator
- Rodrigo Rodrigues – jornalista e músico
- Riachão – cantor
- Rosaly Papadopol – atriz
- Roberto Lopes – ator
- Sérgio Noronha – jornalista
- Sérgio Mamberti – ator
- Tarcísio Meira – ator
- Tom Veiga (Louro José) – ator
- Tunai – cantor
- Turíbio Ruiz – ator
- Vanusa – cantora
- Yago (Carlos Hiago Silva) – cantor
- Zuza Homem de Mello – musicólogo e jornalista

## Ausentes
- Atila Iamarino
- Irandhir Santos
- Renata Vasconcellos
- William Bonner